# Bart Preneel
Bart Preneel (* 15. Oktober 1963 in Löwen) ist ein belgischer Kryptologe und Professor an der Katholieke Universiteit Leuven.
Er studierte an der Katholieke Universiteit Leuven, wo er 1987 einen Abschluss in Elektrotechnik erlangte und 1993 mit der Dissertation „Analysis and design of cryptographic hash functions“ promoviert wurde. 1993/1994 forschte er am Fachbereich Electrical Engineering and Computer Sciences der University of California, Berkeley. 1996/1997 war er Gastprofessor an der Universität Gent. Er übernahm danach weitere Gastprofessuren an den Hochschulen Universität Bergen, Technische Universität Graz, Ruhr-Universität Bochum und Dänemarks Technische Universität. An der KU Leuven lehrte er zunächst ab 1997 als Associate Professor in Teilzeit. Seit 2006 ist er dort ordentlicher Professor („gewoon hoogleraar“).
Preneel ist Präsident der International Association for Cryptologic Research.
Zu seinen bedeutenden Beiträgen auf dem Gebiet der symmetrischen Kryptographie zählen die Mitentwicklung der Miyaguchi-Preneel-Variante zur Konstruktion von Hashfunktionen auf der Basis von Blockchiffren, der Hashfunktion RIPEMD-160 und der Stromchiffre Trivium.
Er leitet die Forschungsgruppe COSIC (Computer Security and Industrial Cryptograph) der Katholieke Universiteit Leuven. Seit 2013 ist er ordentliches Mitglied der Academia Europaea.